# جيمي جونز (موسيقي)
جيمي جونز (بالإنجليزية: Jimmy Jones)‏ هو موسيقي ومغني ومغن مؤلف أمريكي، ولد في 2 يونيو 1937 في برمنغهام في الولايات المتحدة، وتوفي في 2 أغسطس 2012 في أبردين في الولايات المتحدة بسبب مرض.

## وصلات خارجية
- جيمي جونز على موقع IMDb (الإنجليزية)
- جيمي جونز على موقع ميوزك برينز (الإنجليزية)
- جيمي جونز على موقع أول ميوزيك (الإنجليزية)
- جيمي جونز على موقع ديسكوغز (الإنجليزية)